# Judith Bernard
Pour les articles homonymes, voir Bernard.
Judith Bernard (née en 1972) est une enseignante et chroniqueuse française, professeure agrégée de lettres modernes, docteure en études théâtrales et linguistique ; elle est également comédienne et metteuse en scène au sein de la compagnie ADA-Théâtre.
De septembre 2004 à juin 2007, elle est chroniqueuse dans l'émission Arrêt sur images puis, à partir de septembre 2007, sur le site Internet de celle-ci. En juin 2014, elle fonde avec Raphaël Schneider le site Hors-Série, dont elle est directrice de publication.

## Biographie
Ancienne élève de l’École normale supérieure de Fontenay-Saint-Cloud, nommée ensuite à l’université Lumière-Lyon-II pendant cinq ans en tant qu'AMN (allocataire monitrice normalienne) puis en tant qu'ATER en études théâtrales, Judith Bernard soutient une thèse sur les répétitions de théâtre. Professeur de domaine littéraire et artistique en BTS audiovisuel à Saint-Denis (Seine-Saint-Denis) et de critique médias à l'université Paris-VIII en licence professionnelle journaliste reporter d'images, elle est aussi metteuse en scène et comédienne au sein de sa compagnie. 
Au début simple invitée le 25 mai 2003 dans un numéro consacré au traitement médiatique de la grève des enseignants, elle est réinvitée le 14 septembre 2003 pour une autre émission d'Arrêt sur images consacrée au thème des « luttes sociales et ruptures de communication ». En septembre 2004, Daniel Schneidermann lui propose de rejoindre son équipe (à la suite du départ de Philippe Vandel) et de tenir une chronique bimensuelle. Celle-ci consiste à décrypter des extraits de télévision sous l'angle de la rhétorique, l'analyse des mots, du discours.
Après la suppression de l'émission Arrêt sur images décidée par la direction de France 5 le 18 juin 2007, Judith Bernard continue de collaborer avec Daniel Schneidermann, dans un premier temps sur le blog Big Bang Blog puis sur @rrêt sur images, le site internet de l'émission éponyme. 
En mars 2008, elle publie son premier roman, Qui trop embrasse, chez Stock.
Judith Bernard publie une chronique un jeudi sur deux sur le site @rrêt sur images. Elle y anime depuis mars 2009 une émission littéraire, D@ns le texte, d'abord en compagnie de Frédéric Ferney et d’Éric Naulleau, puis en compagnie d'Hubert Artus et, à partir du 1er avril 2010, seule. Elle lance le 29 avril 2010 l'émission D@ns le film avec Rafik Djoumi. Elle fonde avec Raphaël Schneider le site Hors-Série en juin 2014 : lancé grâce à une campagne de financement participatif sur Ulule qui a permis de récolter plus de 76 000 € (un record pour un site de journalisme), ce site se présente comme une webtélévision diffusant de longs entretiens avec des personnalités intellectuelles ou artistiques ; il est exclusivement financé par ses abonnés, et techniquement adossé au site d'Arrêt sur images.

### Engagements et prises de position
En 2014 et 2015, Judith Bernard s'est impliquée dans le Mouvement pour la 6e République (M6R) lancé par Jean-Luc Mélenchon, où son engagement pour le tirage au sort a suscité une controverse avec d’autres membres, certains lui reprochant sa proximité supposée avec Étienne Chouard et sa défense du site complotiste « Cercle des Volontaires ». Judith Bernard a publiquement réfuté toute « proximité idéologique » avec Chouard, tout en reconnaissant avoir initialement sous-estimé ses liens avec Alain Soral, et a affirmé vouloir distinguer le processus constituant citoyen de ces positions,.
En juin 2017, elle cosigne avec une vingtaine d'intellectuels une tribune de soutien à Houria Bouteldja dans le journal Le Monde, qui affirme notamment que « ce qui est visé à travers la violence des attaques qui la ciblent, c’est l’antiracisme politique dans son ensemble ».
Dans le cadre de l’affaire Tariq Ramadan, elle signe une tribune le 21 février 2018 sur le site Mediapart aux côtés d'une cinquantaine de personnalités « pour une justice impartiale et égalitaire » pour Tariq Ramadan, mis en examen pour viols et placé en détention provisoire, et dans laquelle il est demandé de tenir compte de son état de santé.
Se revendiquant militante communiste, selon le magazine Valeurs actuelles, elle a publié un livre d'entretiens avec le sociologue Bernard Friot intitulé Un désir de communisme.
En octobre 2020, après les attentats survenus à Conflans-Sainte-Honorine et à Nice, elle défend sur le plateau d'Arte face à Brice Couturier l’idée selon laquelle la France serait touchée par le terrorisme islamiste parce qu’elle « confond la lutte anti-terroriste avec la guerre faite aux mondes musulmans. » Elle avance qu'il existe un lien de causalité entre l'interventionnisme occidental et la naissance de groupes radicaux au Proche-Orient, rappelant ainsi que les « assaillants du Bataclan » en 2015 « revendiquaient la fin des bombardements en Syrie,. » Dans la polémique qui a suivi cette prise de position, plusieurs tribunes sont venues à l'appui de ses positions.

## Publications

### Roman
- 2008 : Qui trop embrasse, Stock

### Essai
- 2020 : Un désir de communisme[15] (avec Bernard Friot), Textuel  (ISBN 978-2845978164)

### Théâtre
- 2020 : Saccage et autres pièces (Bienvenue dans l'angle Alpha, Amargi), Libertalia  (ISBN 9782377291700)

### Articles
- « L'avènement du signe théâtral », étude du procès sémiotique dans un extrait de répétition (Ariane Mnouchkine met en scène le Tartuffe de Molière) ; actes du colloque : « Les relations inter-sémiotiques », université de Lyon II, décembre 1999
- « La répétition de théâtre : usages du stéréotype et stratégies de stéréotypage dans le procès créatif », étude du travail du lieu commun dans la mise en scène de Tout est bien qui finit bien (Shakespeare) par Jean-Pierre Vincent ; Marges linguistiques, actes du colloque : « Langages et signification », organisé par le Centre pluridisciplinaire de sémiolinguistique textuelle, université de Toulouse II, juillet 2000
- « Les plans au théâtre : du texte à la scène, itinéraire d'une forme », à partir de l'étude de la mise en scène de Richard III par Patrice Chéreau ; actes du colloque de la F.I.R.T. (Fédération internationale pour la recherche théâtrale), Lyon, septembre 2000
- « Problèmes des signes du jeu de l’acteur : pour une sémiologie des répétitions théâtrales » ; actes du congrès de l’Association française de sémiotique « Sémio 2001 : des théories aux problématiques », Limoges, avril 2001
- « Le fantôme du dramaturge : présence-absence de l’auteur de théâtre en répétition » ; actes du colloque « Portraits et lieux de l’écrivain contemporain », L.E.R.T.E.C, Lyon, juin 2001
- « Le metteur en scène, archer de la métaphore », Théâtre Public, no 164, 2002

## Théâtre

### Mises en scène
- 1994 : La Descente d'Orphée de Tennessee Williams à l'ENS
- 1996 : Peines d'amour perdues de William Shakespeare à l'ENS
- 1997 : Ornithomania, d'après Les Oiseaux d’Aristophane, à l'université Lumière-Lyon 2
- 2001 : L'Émission de télévision de Michel Vinaver, salle Gérard Philipe de Noisy-le-Sec
- 2003 : Top Dogs, à Gare au Théâtre, Vitry-sur-Seine
- 2004 : Insomnie, à l’Arpousse, Paris
- 2005 : Insomnie, à l'ARTicle, Paris
- 2006 : Comme d'habitude, Théâtre de l'Écho, Paris
- 2007 : Comme d'habitude, Théâtre du Guichet Montparnasse, Paris
- 2008 : Domino, Théâtre Berthelot, Montreui
- 2010 : Cabaret beau joueur, Théâtre Montmartre Galabru, Paris
- 2012 : D'un retournement l'autre de Frédéric Lordon, Théâtre Montmartre Galabru, Paris
- 2014 : Bienvenue dans l'angle Alpha, de Judith Bernard, d'après Capitalisme, désir et servitude. Marx et Spinoza[16], de Frédéric Lordon, Théâtre de Ménilmontant, Paris
- 2015 : Bienvenue dans l'angle Alpha, Théâtre de la Manufacture des Abbesses, Paris
- 2016 : Amargi, Théâtre de la Manufacture des Abbesses, Paris
- 2020 : Saccage, Théâtre de la Manufacture des Abbesses, Paris
- 2023 : PARLE, d'après Parle suivi de Tais-toi, de Noémi Lefebvre (Gallimard, 2021), Théâtre de la Manufacture des Abbesses.

### Comédienne

#### Théâtre
- 1990 : J'ai joué à la marelle, figure-toi, d'après Denise Bonal, m.s. Jacques Hadjage, Centre Georges Pompidou
- 1993 : Le Baladin du monde occidental de J.-M. Synge, m.s. Eric Marquer à l'ENS
- 1996 : Les Bonnes, de Jean Genet, m.s. Sébastien Bournac, théâtre des Sources, Fontenay-aux-Roses
- 1998 : Bleu Vampire, d'Angela Batignani, à Lyon, festival Court Circuit, Hangar de la Navigation, et à Rome (tournée)
- 1998 : Outhepo, proposition théâtrale d'après L'Oulipo, réalisation des Bandits laitiers au théâtre de la Croix Rousse, Lyon
- 2001 : Poisson-Scorpion, d’après Nicolas Bouvier, m.s. Claire Rengade, Théâtre des Clochards Célestes, Lyon
- 2004 : Insomnie, à l’Arpousse, Paris
- 2005 : Insomnie, à l'ARTicle, Paris
- 2008 : Domino, Théâtre Berthelot, Montreuil
- 2010 : Cabaret Beau Joueur, Théâtre Montmartre Galabru, Paris
- 2012 : D'un retournement l'autre de Frédéric Lordon, Théâtre Montmartre Galabru, Paris
- 2014 : Bienvenue dans l'angle Alpha, de Judith Bernard, d'après Frédéric Lordon, Théâtre de Ménilmontant, Paris, Manufacture des Abbesses, Paris
- 2016 : Amargi, de Judith Bernard, Manufacture des Abbesses, Paris.
- 2020 : Saccage, de Judith Bernard, Manufacture des Abbesses, Paris.
- 2023 : PARLE, d'après Parle suivi de Tais-toi, de Noémi Lefebvre, Théâtre de la Manufacture des Abbesses.

#### Cinéma
- 1997 : J'aimais deux sans l'autre, court métrage de Raphaël F.-Schneider
- 1998 : Le Châle jaune, court métrage de Slimane Bounia
- 1999 : Ad libitum, court métrage de Raphaël F.-Schneider
- 2020 : Basta Capital, long-métrage de Pierre Zellner, Production Le Pavé, Diffusion (confinée) : Les Mutins de Pangée (VOD).